# Carmileso

Aspecto de Licia y situación aproximada de algunas de sus principales ciudades, junto con las regiones vecinas.

Carmileso (en griego antiguo: Καρμυλησσός) fue una ciudad de la antigua región de Licia, que Estrabón situó entre Telmeso y la desembocadura del río Janto. Afirma que tras Termiso se hallaba el abrupto monte Anticrago (en griego antiguo: Ἀντίκραγος), en uno de cuyos barrancos se situaba Carmileso.
Los redactores del Barrington Atlas of the Greek and Roman World afirman que ocupaba el mismo lugar que la moderna Kaya, en Fethiye, mientras que el Atlas of the Roman World de la Universidad de Lund aventura que debió estar en Kayaköy.